# Radical 145
El radical 145, representado por el carácter Han 衣, es uno de los 214 radicales del diccionario de Kangxi. En mandarín estándar es llamado 衣部, (yī bù, ‘radical «ropa»’); en japonés es llamado 衣部, いぶ (ibu), y en coreano 의 (ui). 
El radical «ropa» aparece muy comúnmente en el lado izquierdo de los caracteres que clasifica, en cuyo caso es simplificado en la forma 衤(por ejemplo en 补). En otras ocasiones, aparece en la parte inferior en su forma tradicional (por ejemplo en 袈). 
Los caracteres clasificados bajo el radical 145 suelen tener significados relacionados con la vestimenta o con objetos hechos de tela. Como ejemplo de lo anterior se encuentran 衩, ‘pantaloncillos’; 衫, ‘camisa’; 衾, ‘colcha’.

## Nombres populares
- Mandarín estándar: 衣字旁, yī zì páng, ‘carácter «ropa» en un lado’; 衣字旁, yī zì dǐ, ‘carácter «ropa» en la parte inferior’.
- Coreano: 옷의부, ot ui bu, ‘radical ui-ropa’.
- Japonés:　衣（ころも）, koromo, ‘ropa’; 衣偏（ころもへん）, koromohen, ‘radical «ropa» en el lado izquierdo del carácter’.[1]
- En occidente: radical «ropa».

## Galería
| Estilos antiguos                                 | Estilos antiguos                  | Estilos antiguos                        | Estilos antiguos                   | Estilos antiguos                   | Estilos empleados actualmente       | Estilos empleados actualmente  | Estilos empleados actualmente    | Estilos empleados actualmente   | Estilos empleados actualmente  |
|                                                  |                                   |                                         |                                    |                                    |                                     | 衣                             | 衣                               |                                 |                                |
| 甲骨文 jiǎgǔwén (escritura de huesos oraculares) | 金文 jīnwén (escritura de bronce) | 简帛 jiǎnbó (escritura de bambú y seda) | 篆文 zhuànwén (escritura de sello) | 篆文 zhuànwén (escritura de sello) | 隸書 lìshū (estilo de los escribas) | 楷書 kǎishū (estilo regular)   | 楷書 kǎishū (estilo regular)     | 行書 xǐngshū (estilo corriente) | 草書 cǎoshū (estilo de hierba) |
| 甲骨文 jiǎgǔwén (escritura de huesos oraculares) | 金文 jīnwén (escritura de bronce) | 简帛 jiǎnbó (escritura de bambú y seda) | 大篆 dàzhuàn (sello grande)        | 小篆 xiǎozhuàn (sello pequeño)     | 隸書 lìshū (estilo de los escribas) | 繁體／繁体 fántǐ (tradicional) | 简体／簡體 jiǎntǐ (simplificado) | 行書 xǐngshū (estilo corriente) | 草書 cǎoshū (estilo de hierba) |

## Caracteres con el radical 145
| trazos | carácter |
| ------ | --- |
| + 0    | 衣 衤 |
| + 2    | 补 |
| + 3    | 衦 衧 表 衩 衪 衫 衬 |
| + 4    | 衭 衮 衯 衰 衱 衲 衳 衴 衵 衶 衷 衸 衹 衺 衻 衼 衽 衾 衿 袀 袁 袂 袃 袄 袅 袆 袇                                          |
| + 5    | 袈 袉 袊 袋 袌 袍 袎 袏 袐 袑 袒 袓 袔 袕 袖 袗 袘 袙 袚 袛 袜 袝 袞 袟 袠 袡 袢 袣 袤 袥 袦 袧 袨 袩 袪 被 袬 袭 袮袯 袰 |
| + 6    | 袱 袲 袳 袴 袵 袶 袷 袸 袹 袺 袻 袼 袽 袾 袿 裀 裁 裂 裃 裄 装 裆 裇 裈 裉                                                |
| + 7    | 裊 裋 裌 裍 裎 裏 裐 裑 裒 裓 裔 裕 裖 裗 裘 裙 裚 裛 補 裝 裞 裟 裠 裡 裢 裣 裤 裥 裦 裧                                 |
| + 8    | 裨 裩 裪 裫 裬 裭 裮 裯 裰 裱 裲 裳 裴 裵 裶 裷 裸 裹 裺 裻 裼 製 裾 裿 褀 褁 褂 褃 褄 褐                                 |
| + 9    | 褅 褆 複 褈 褉 褊 褋 褌 褍 褎 褏 褑 褒 褓 褔 褕 褖 褗 褘 褙 褚 褛 褜 褝                                                   |
| + 10   | 褞 褟 褠 褡 褢 褣 褤 褥 褦 褧 褨 褩 褪 褫 褬 褭 褮 褯 褰 褱 褲 褴                                                         |
| + 11   | 褳 褵 褶 褷 褸 褹 褺 褻 褼 褽 褾 褿 襀 襁 襂 襃 襄 襅 襔                                                                  |
| + 12   | 襆 襇 襈 襉 襊 襋 襌 襍 襎 襏 襐 襑 襒 襓 襕 襖                                                                           |
| + 13   | 襗 襘 襙 襚 襛 襝 襞 襟 襠 襡 襢                                                                                          |
| + 14   | 襜 襣 襤 襥 襦 襧 襨 |
| + 15   | 襩 襪 襫 襬 襭 襮 |
| + 16   | 襯 襰 襱 襲 |
| + 17   | 襳 襴 襽 |
| + 18   | 襵 襶 襷 |
| + 19   | 襸 襹 襺 襻 襼 |